# 松平永芳
松平 永芳（まつだいら ながよし、1915年〈大正4年〉3月21日 - 2005年〈平成17年〉7月10日）は、日本の海軍軍人、陸上自衛官、神職。靖国神社第6代宮司（1978年 - 1992年）時代には、A級戦犯の合祀を実施したことで知られる。
二女武子の婿は17代目住友吉右衛門である。

## 生涯

### 出自
東京に生まれる。祖父は松平春嶽。父は春嶽の長男・松平慶民（子爵、宮内大臣、戦後は宮内府長官）。母幸子は男爵新田忠純の四女。妻充子は侍従武官・侯爵醍醐忠重（海軍中将）の二女。また、尾張徳川家を継いだ侯爵徳川義親（靖国会初代会長）は叔父に当たる。

### 軍人時代
暁星中学校を卒業。1937年（昭和12年）海軍機関学校（第45期）を経て、1944年（昭和19年）10月、海軍少佐・正五位に至る。敗戦後、西貢（サイゴン）海軍部部長として終戦処理を済ませ、1946年（昭和21年）7月、部員47名を率いて、最後の復員船で帰国した。
戦後は公職追放を経て、陸上自衛隊に入隊し、1964年東京オリンピックでは支援集団に配属された。しかし大病に罹り、再起後は防衛研修所戦史室勤務を経て、1968年（昭和43年）、1等陸佐で退官した。
同年より福井市立郷土歴史博物館館長を務めた。

### 靖国神社宮司時代
1978年（昭和53年）7月1日、靖国神社の第6代宮司に就任した。

#### A級戦犯
10月17日、宮司預かりの保留であった極東国際軍事裁判（東京裁判）のA級戦犯14柱（靖国神社での呼称は昭和殉難者）の合祀を実行した。これが、いわゆるA級戦犯合祀問題の発端となる（合祀の判明は、翌年4月19日）。この論争は今日まで続いている。
1992年（平成4年）3月に宮司を退き、再び福井市立郷土歴史博物館長に復帰した。
2005年（平成17年）7月10日、死去した。

## 逸話

### A級戦犯合祀に関して
- 最高裁判所元長官で英霊にこたえる会初代会長・石田和外の強い勧めで、宮司に就任した。松平は「東京裁判を否定しなければ、日本の精神復興は出来ないと思うから、いわゆるA級戦犯者の方々も祀るべきだ」と云う意見を、石田に言った。それに対して石田は、「これは国際法その他から考えて、祀ってしかるべきものだ」と明言したが故に、命がけで神社を創建の趣旨に違わない本来の姿で守ろうと決意したと云う。松平が宮司になって考えたのは、何か決断を要する場合、祭神の意に沿うか沿わないか、遺族の心に適うか適わないか、それを第一にして行くとの方針の下に、次の三原則を定めた。
  1. 日本の伝統の神道による祭式で、御霊をお慰めする。
  2. 鳥居や神殿などの神社のたたずまいを、絶対に変えない。
  3. 明治天皇が命名した社名を変えない。
- A級戦犯14柱の合祀についての松平の考えは、「国際法的に認められない東京裁判で戦犯とされ処刑された方々を、国内法によって戦死者と同じ扱いをすると、政府が公文書で通達しているから、合祀するのに何の不都合もない。むしろ祀らなければ、靖国神社は僭越にも祭神の人物評価を行って祀ったり祀らなかったりするのか、となる」であった。故に靖国神社の記録では、戦犯とか法務死亡と云う言葉を一切使わないで、「昭和殉難者」とすべし、という「宮司通達」を出し、これを徹底させた。
- 松平は、1970年代に遺族などが要望していた国家護持法案には断固反対の立場で、「戦前と異質な、戦後の国家による国家護持では危険なので、靖国神社は、国民一人一人の「個の連帯」に基づく国民護持・国民総氏子で行くべき」と強く提唱し、靖国神社を絶対に政治の渦中には巻き込まない方針を堅持した。宮司退任に当たっては、「権力に迎合・屈伏したら、創建以来の純粋性が失われてしまう」ことを懸念し、「権力の圧力を蹴とばして、切りまくる勇気をもたないと不可である」ということを、次の宮司への一番の申し送りとしたと云う。また、国家護持反対の理由として松平は、宮司就任後、明治以来の同神社の財政状況調査に着手し、同神社は当時の明治政府によって創建された一方、収入のほとんどが玉串料やお賽銭など社頭収入であり、実質的に民営である事実を強調した。更に、松平が国家護持反対を確信するに至ったのが、1985年の終戦の日の中曽根康弘元首相の公式参拝である。中曽根が「手水」を使わなかったこと、玉串を捧げなかったこと、「二礼・二拍手・一礼」の神道形式をとらなかったこと、お祓いを拒否したこと、更には参拝の際、ボディーガードを伴い行ったことを問題視、激しい憤りを抱いていたとされ。中曽根が戦後の歴代首相として初めて公式参拝と表明して参拝に訪れた際、松平は出迎えに応じることはなかった。同神社の宮司が参拝に訪れた首相を出迎えなかったのは後にも先にも1985年の終戦の日ただ一度だけである。
- 松平が死去したちょうど一年後というタイミングである2006年（平成18年）7月20日、A級戦犯14柱を合祀した松平に、昭和天皇が強い不快感を覚えていたとする、いわゆる「富田メモ」とされる断片が報道され、論議を起こした。侍従・卜部亮吾の記した「卜部亮吾侍従日記」（御厨貴ら監修）のうち、2001年（平成13年）8月15日の日記に、「靖国合祀以来天皇陛下参拝取止めの記事 合祀を受け入れた松平永芳（宮司）は大馬鹿」と記述されていることが明らかになったとされ、また昭和天皇崩御前後の日記には、富田メモと同様の記載がされていると報道された。（真偽について、および木戸幸一元内大臣の『木戸日記』との整合性については「富田メモ」項目参照。）
- 共同通信の松尾文夫の取材に対して「合祀は（天皇の）御意向はわかっていたが、さからってやった」と語っている。

### 皇室に関して
- 大正天皇の侍従から宮内大臣まで、一貫して宮内省の要職を歴任し、宮中の機密に関わった父・松平慶民の日記は、遺命に従って、表紙のみを残して処分したと云う。松平は云う、「父は、皇族方にとつては、一番怖い存在で、殿下方にお小言を申し上げる専門職であつた。父は、皇室は道義の中心でなくてはならないと考へて、殿下方に対しては、その御意見番を以て自ら任じてをりました」と。
- 「戦後父親の没後より今日に至るまで、皇室の御在り方、御行く末の御事共を憂慮、懊悩して、事ある毎に側近要路の方々に対し、如何やうに思はれやうとも、意に介すること無く、進言して憚らないのは、両親が私に対して施した、皇室に対し奉る生涯教育のしからしめる結果でもあらうか」と語っている。

### その他
- 松平慶民は、国史学者の平泉澄を深く信頼し、子・永芳の海軍機関学校受験準備中に、平泉家に預けて、勉学指導を依頼した。永芳も、「他の方々には感ぜられない畏敬の念」を抱いており、終生、平泉を師と仰いだ。戦後、師を平泉寺白山神社に訪ねる時は、いつも越前勝山駅から神社まで5キロの道を、「神に歩みに行く厳粛さ」で歩き通したという。15畳敷きの白山神社社務所兼平泉自宅1階応接間には、元宮内相松平慶民（永芳の父）の「忠義填骨髄」という書が掲げられ、はかま姿の平泉とスーツを着た永芳が机をはさみ、背筋を伸ばして差し向かいに正座したという。『平泉博士史論抄』（1997年2月・青々企画刊）の題字は、永芳の揮毫による。
- 皇學館大学学長・伴五十嗣郎は云う、「松平様は、その御人格を一言で申し上げるとすれば、"尽忠憂国"といふ語以外に、適切の言葉を思ひ付かない。決して自己の名利を追求されることなく、日常の一挙一動に至るまで、すべての行動の判断基準を、皇室と国家の護持といふ点に置かれた。御志操あまりに純粋一途にして、他から御真意を理解されぬことも多かつたと思ふ。福井の博物館長時代には、作業服に着替へて展示ケースのガラス面の清掃や、館庭の草抜きなどを、毎朝の日課とされた。来館者が用務員さんと誤解して、横柄に話し掛け、後で松平様と知つて恐縮し、大慌てする場面をよく目にした」と。

### 資料
松平永芳『宮司通達（昭和五十三年十一月二十四日付）』（『「靖國」奉仕十四年の無念』平成4年・靖國神社々務所刊に所収）
「安政の大獄をはじめ、幕末の内戦等による死亡者を、当社諸記録に於ては、『幕末殉難者』或は『維新殉難者』と呼称している実情に鑑み、爾後、大東亜戦争終結後の所謂『戦犯刑死者・引責自決者』等を、『昭和殉難者』と呼称し、要する場合は、『昭和殉難者（刑死）・同（未決獄死）・同（自決）』等の如く区分する」。

## 著書
- 『一軍人の最期・海軍中将侯爵醍醐忠重の俤』（昭和31年・私家版、復刻昭和46年）
- 『松平慶民・同幸子小伝並びに年譜』（昭和33年・松平家刊）
- 『ああ黒木少佐』（黒木博司海軍少佐・昭和35年・私家版）
- 『孤鶴のさけび』（昭和40年・私家版）
- 『雪中の松柏』（昭和43年・私家版）
- 『春嶽公を語る』（昭和44年3月・佐佳枝廼社刊）
- 『幕末の花の香り』（昭和44年・悟会刊）
- 『先賢に学ぶ』（昭和46年・私家版）［殉国者慰霊のまごころ／人間とは何か？／真の気骨／ひそかなる貢献／歌人曙覧の風格／忘れ得ぬ外人グリフィス博士／長たる資質／清操氷雪の画人／岡田首相の深慮／純粋なる決断／老忠臣の最後］
- 『米側公刊記録に基く福井市空襲の実態』（昭和51年3月・私家版）
- 『初代日本赤十字社病院長橋本綱常博士と赤十字』（昭和52年7月・景岳会刊）
- 『橋本綱常博士の生涯・博愛社から日赤へ・建設期の赤十字人』（昭和52年12月・アンリー・デュナン教育研究所刊／昭和63年3月・福井市立郷土歴史博物館刊）
- 『松平春嶽公をしのぶ』（平成2年・福井神社奉賛会）
- 『松平春嶽公を語る・松平永芳先生講演記録誌』（平成4年12月・ふくい藤田美術館刊）
- 『名利を求めず』（平成10年3月・私家版）